# 艾奧拉 (堪薩斯州)
艾奧拉（英語：Iola）是一個位於美國堪薩斯州艾倫縣的城市。同時該地也是艾倫縣的縣治。

## 地方資料
艾奧拉的座標為37°55′28″N 95°24′00″W / 37.92444°N 95.40000°W，而該地的海拔高度為296米（即971英尺）。根據2010年美國人口普查，該地共人口5396人，而該地的面積約為12.27平方千米。